# کرایوفا
کرایوفا (انگلیسی: Craiova) شرکت خودروسازی رومانیایی است، که در سال ۱۹۹۱ تأسیس شد.